# Széchenyi-kastély (Somogyvár)
A kincstári birtokokat az 1700-as években vette meg a Széchényi család, majd a Somogyváron álló régi kastélyt gróf Széchenyi Dénes 1870-ben alakította át eklektikus stílusban.
Széchényi Dénes (sportlovas) fia Széchenyi Imre saját költségén kiásatta a kupavárhegyi templom és kolostor maradványait, ahonnan sok értékes dombormű és feliratos kő került elő. Ezek egy részét beépíttette a kastély falába. A kastélynak hétezer kötetes könyvtára, és nagy értékű családi levéltára volt, értékes bútorokkal berendezve. A kastély lépcsőházának művészi faburkolatának román stílusú motívumát egy juhászlegény faragta, akit a gróf taníttatott ki erre a mesterségre.
A kastély 1946 óta általános iskola és sérült gyermekek nevelőotthona. Parkja védett terület, hatalmas fenyőfái árnyékában van a Széchényi család mauzóleuma.

## Képek

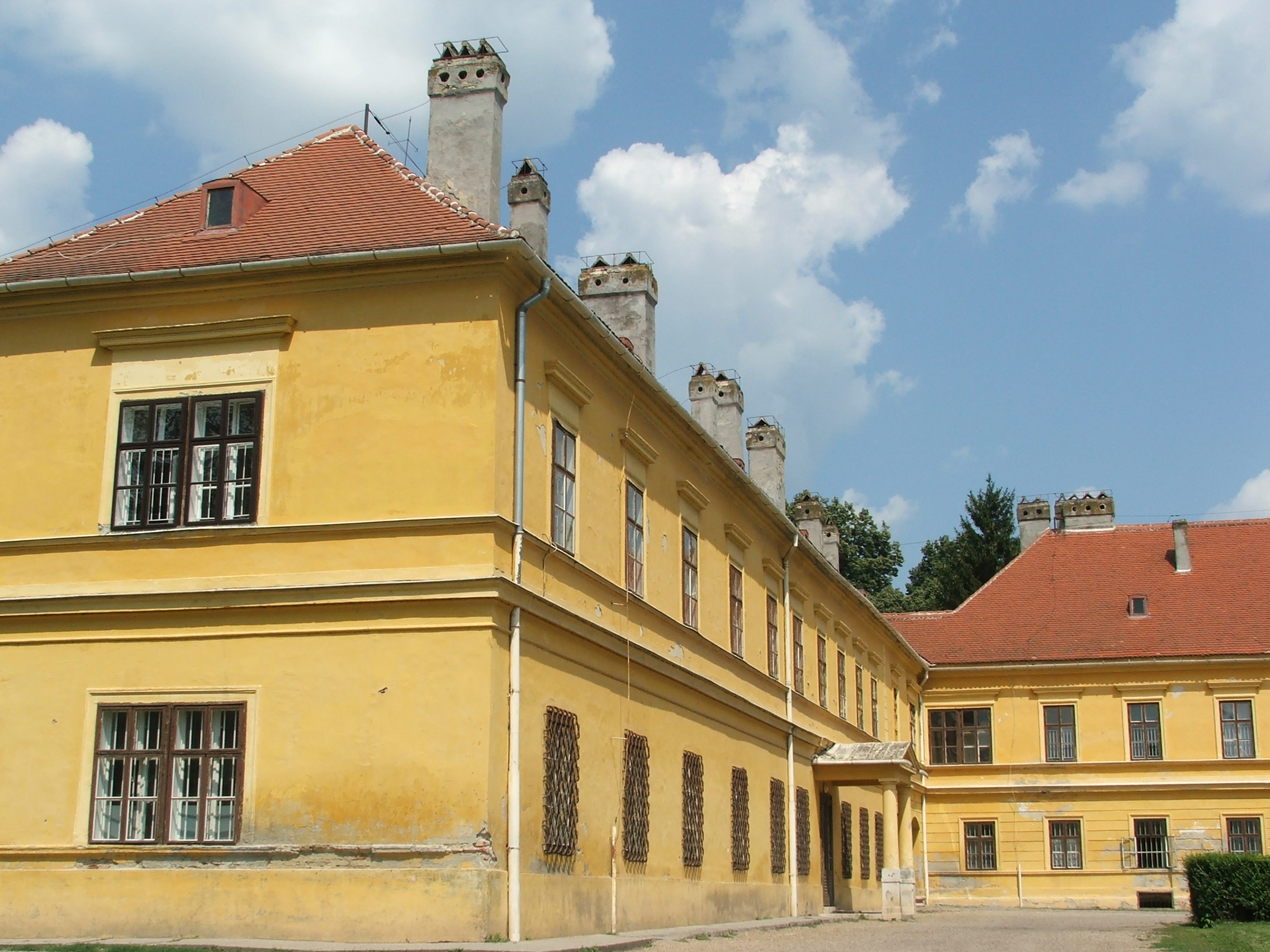
A kastély oldalszárnya
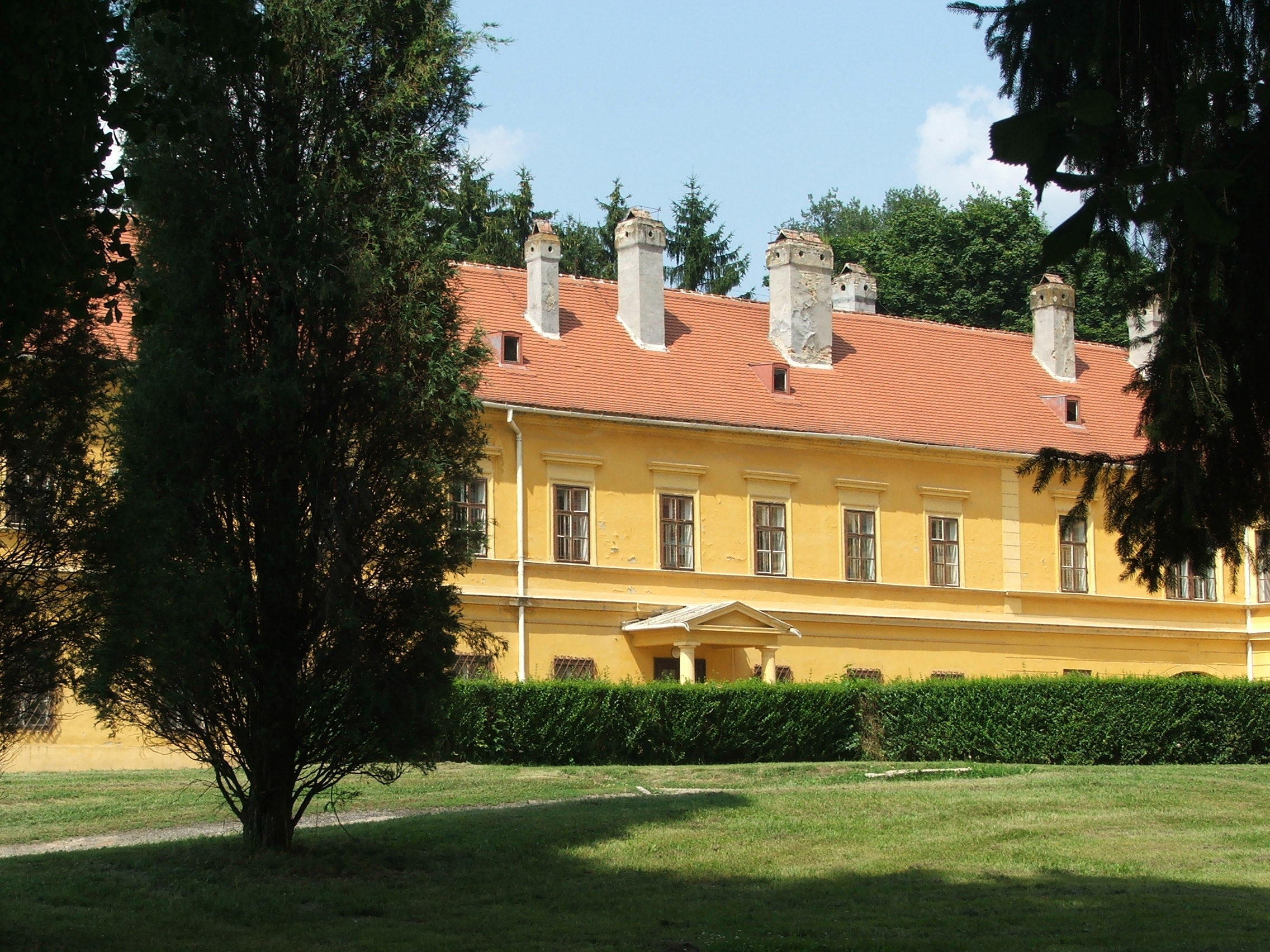
A kastély oldalszárnya
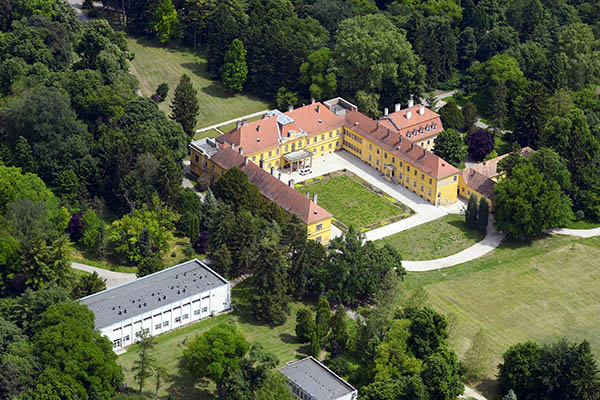
Légi felvétel